# Сокольникова, Наталья Михайловна
Ната́лья Миха́йловна Соко́льникова (9 июня 1956 — 17 декабря 2022) —  советский и российский педагог, отличник народного просвещения, академик Международной академии информатизации и Международной академии наук, почетный работник высшего профессионального образования, член Союза дизайнеров России, доктор педагогических наук, профессор, профессор кафедры методики преподавания изобразительного искусства имени Н. Н. Ростовцева Художественно-графического факультета Института изящных искусств Московского педагогического государственного университета, профессор Московского государственного гуманитарного университета им. М. А. Шолохова, декан факультета дизайна.
Родилась 9 июня 1956 года.
Окончила  Художественно-графический факультет Московского государственного педагогического института имени В. И. Ленина.
В 1986 году защитила диссертацию на соискание ученой степени кандидата педагогических наук на тему: «Воспитание художественно-творческой активности учащихся I-VII классов в процессе иллюстрирования литературных произведений на уроках изобразительного искусства». 
В 1998 году в защитила диссертацию на соискание ученой степени доктора педагогических наук на тему: «Развитие художественно-творческой активности школьников в системе эстетического воспитания».
В 2005 году стала лауреатом международного конкурса в номинации литературное произведение XXI века.
Более 10 лет работала главным специалистом Министерства образования России, руководила системой художественно-эстетического образования.
Автор программ, учебников, учебных пособий и книг по методике преподавания изобразительного искусства, истории искусств, истории дизайна. Имеет более 220 публикаций, из них 145 учебно-методических и 75 научных работ, используемых в педагогической практике.
Стаж педагогической работы в вузах  более 15 лет. 
Читала лекции по художественному образованию и дизайну для учителей и руководящих работников в АПК и ПРО, учителей Москвы и Московской области, провела авторский семинар по арт-терапии для работников системы образования России в июне 2005 года.
Создала научную школу «Художественно-дизайнерское творчество».